# Tony Olsson
Tony Olsson, numera Tony Åke Byström, född 8 december 1972 i Enskede församling, Stockholm, är en svensk mördare, tidigare distriktsledare för nynazistiska Riksfronten i Örebro, dömd till livstids fängelse för polismorden i Malexander som han avtjänade 2000–2023. Olsson avtjänade från september 2017 sitt straff på anstalten i Västervik, som har säkerhetsklass två. I juli 2021 flyttades han dock till anstalten Tillberga utanför Västerås, som är en öppen anstalt med säkerhetsklass 3. Olsson blev villkorligt frigiven den 2 september 2023.

## Biografi

### Uppväxt och ungdomsåren
Tony Olsson föddes 1972. När han var några månader gammal skilde sig hans föräldrar och barndomen blev kaotisk med en ständigt rullande flyttkarusell och skolbyten. Hans mor träffade en ny make och familjen slog sig ner på en gård i Odensbacken, Örebrotrakten med hunduppfödning och hästar.
Olsson började stjäla som trettonåring. Han stal bilar, gjorde inbrott, köpte och sålde allt från falska sedlar till vapen och utförde rån. Hans skolgång var stökig, han hoppade av nionde klass och började på Statens Järnvägar (SJ) som sprutlackerare. Han arbetade även på Scan samtidigt som han fortsatte på sin brottsliga bana. Under en period studerade han på folkhögskola för att läsa upp det han hade missat på högstadiet. Olsson dömdes första gången till fängelse som artonåring för stöld 1991 och kom där i kontakt med nazismen. Han återföll i brott redan under första permissionen och dömdes till 34 månaders fängelse.
I fängelset skolades han till militant nazist och 1993 blev han upptagen som aspirant i den nazistiska organisationen Riksfronten. Det så kallade aspirantintyget har undertecknats både av Tony Olsson och distriktsledaren. Olsson steg snabbt i graderna inom nazistorganisationen och han utsågs till distriktsledare i Örebro. I mars 1995 greps Olsson och en kumpan i en stulen bil utanför en kvinnas hus. De var beväpnade med hagelgevär och kniv. Olsson hade hyrts av kvinnans före detta make för att mörda henne. Göta hovrätt dömde honom till sex års fängelse för stämpling till mord och rån. I mitten av 1990-talet bildade han tillsammans med Mats Nilsson den nynazistiska organisationen NRA (troligtvis "Nationella Revolutionära Armén").
Under tiden i fängelse våren 1998 kontaktade han och två andra interner (Carl Thunberg ur Militärligan och högerextremisten Mats Nilsson) dramatikern Lars Norén med en idé om en pjäs. Resultatet blev "7:3", döpt efter paragrafen om särskild utskrivningsprövning (7 § 3 st i dåvarande Lag (1974:203) om kriminalvård i anstalt, kallad kriminalvårdslagen), där de tre internerna agerade tillsammans med skådespelaren Reine Brynolfsson. Den blev mycket omdiskuterad då rollfigurerna framförde nazistiska åsikter. Den sista föreställningen hölls den 27 maj 1999. Tony Olsson hade permission från Österåkeranstalten. Följande dag rånades banken i Kisa och Malexandermorden skedde.

### Malexandermorden
Den 28 maj 1999 rånades Östgöta Enskilda Bank i Kisa av tre maskerade och beväpnade män - Tony Olsson, den före detta legosoldaten Jackie Arklöv och Andreas Axelsson. Bytet blev 2,6 miljoner kronor. Polismännen Olle Borén (42) och Robert Karlström (30) sköts ihjäl på nära håll med sina egna tjänstevapen när de på en landsväg i Malexander försökte stoppa rånarna. Axelsson skadades i samband med skottlossningen och greps på vårdcentralen i Boxholm strax efter morden. Jackie Arklöv greps tre dagar senare av polis i Tyresö söder om Stockholm. Olsson lyckades ta sig ur landet efter att ha fått hjälp av sin fästmö. Han greps efter en dryg vecka i Costa Rica, där en miljon kronor från rånet återfanns. Sverige har inget utlämningsavtal med Costa Rica, men Olsson gick med på att låta sig utlämnas och återbördades efter några veckor och några byråkratiska turer till Sverige. På plats med Olsson i Costa Rica fanns även hans mamma som hade fått sin flygbiljett betald av kvällstidningen Aftonbladet och hade åkt samma plan som tidningens journalister, samt de två poliser som skulle föra Olsson tillbaka till Sverige. Enligt Aftonbladet var hennes syfte med resan att åka dit för att övertala sin son att ge upp, samtidigt som tidningen skulle kunna ha möjligheten att rapportera om händelsen på plats.

### Dom
Vid förhör var Olsson kortfattad och upprepade gång på gång att han förnekade brott utan att svara på några frågor. I tingsrätten erkände han dock rånet i Kisa, men hävdade fortfarande att han aldrig avfyrat något skott i Malexander. Domen blev omdiskuterad eftersom alla tre gärningsmännen ansågs skyldiga till mord då de agerat tillsammans och i samförstånd, trots att tingsrätten inte lyckades klargöra vem av de tre som sköt de dödande skotten. Den 18 januari 2000 dömdes till slut Tony Olsson och Andreas Axelsson i Linköpings tingsrätt:
- Tony Olsson dömdes till livstids fängelse och skyldig till mord, mordförsök och grovt rån.[12][13]
- Andreas Axelsson dömdes till livstids fängelse och skyldig till mord, mordförsök, grovt rån i fyra fall, försök till grovt rån och brott mot vapenlagen.[12][13]

Jackie Arklöv dömdes den 2 februari 2000 av Linköpings tingsrätt till livstids fängelse för grovt rån, mord och mordförsök. Göta hovrätt fastställde livstidsdomarna den 7 juni 2000. Den 8 juni 2001 erkände Arklöv att det var han som hade skjutit ihjäl polismännen. I samband med Arklövs erkännande ansökte Tony Olsson och Andreas Axelsson om resning hos Högsta domstolen. Den 29 juni 2001 beslutade riksåklagaren att förundersökningen inte skulle återupptas efter erkännandet.

### Rymningen 2004
Olsson avtjänade livstidsstraffet på Hallanstalten, när han strax efter midnatt 28 juli 2004 lyckades rymma med tre andra intagna, Daniel Maiorana, Alfred Sansiviero och Mahmoud Amaya. Olsson hade tagit sig ur sin isoleringscell som hade lämnats öppen av en korrupt vakt. Med hjälp av skjutvapen hade han lyckats frita tre andra intagna, ta sig förbi centralvakten med hjälp av gisslan, för att sedan försvinna i en bil som Maiorana hade ordnat som väntade utanför murarna. Den bilen påträffades senare på en liten parkväg alldeles i närheten av Grindsjön norr om Sorunda. Planen hade sedan varit enligt Olsson att "de skulle ligga och trycka i skogen några mil från Hallfängelset och, när polisens eftersökningar mattats en aning, skulle vi ringa efter hämtning." Meningen sedan var att rymlingarna skulle övernatta i två olika lägenheter som skulle fungera som flyktbostäder den första månaden. De skulle sedan dela på sig och ta sig till Tyskland för att sedan ta sig vidare till slutdestinationerna Brasilien eller Argentina.
Rymmarna hann dock inte långt. Alfred Sansiviero var den första som greps av piketstyrkorna klockan 17.32 på onsdagen den 28 juli efter att ha upptäckts av en skyddsvakt som patrullerat Totalförsvarets forskningsinstitut, FOI:s, inhägnade område vid Grindsjön i Sorunda. Mahmoud Amaya greps klockan 09.58 på morgonen den 29 juli i området kring Grindsjön. Vid en busshållplats längs länsväg 225 på torsdagen den 29 juli greps Daniel Maiorana klockan 13.53 när en polispatrull såg honom. Strax före klockan nio på kvällen fick en kvinna som var ute och red i skogen syn på en utmattad man. Hon insåg att det var Tony Olsson och kontaktade polisen. Ett stort antal poliser, uppbackade av Nationella Insatsstyrkan och polishelikoptrar försökte då driva Olsson ur skogen. Han greps till slut klockan 09.45 på morgonen den 30 juli i en lada i området kring Tegelvretens gård.

### I fängelset
Tony Olsson satt en tid på Kumlaanstalten och var samtidigt inskriven på Högskolan i Gävle, där han läste historia. Han lämnade naziströrelsen år 2000 och har i dag inte kontakt med någon ur sin tidigare bekantskapskrets. I fängelset har han också författat tre böcker: Chockvågor (2005), Utbrytare - Så lyckades Sveriges mest kända fångar fly (2009) och Ondskans hus: den sjunde kretsen (2013).
I januari 2011 ansökte Olsson att få sitt livstidsstraff tidsbestämt, men beviljades ej med hänvisning till "Han har gjort sig skyldig till en massiv och unik misskötsamhet av ytterst allvarlig art". Han ansökte om tidsbestämning fyra år senare, 2015, men fick avslag även då med hänvisning till att risken för återfall är svårbedömd.
I slutet av november 2019 meddelade Örebro tingsrätt att Tony Olssons livstidsstraff tidsbestäms till 35 års fängelse. Olsson avtjänade 2017–2021 sitt straff på anstalten i Västervik, som har säkerhetsklass två. I juli 2021 flyttades han dock till anstalten Tillberga utanför Västerås, som är en öppen anstalt med säkerhetsklass 3, och satt där fram tills han blev utsläppt. I ett överklagande 2020 till förvaltningsrätten yrkade Olsson om att få flytta till en anstalt av säkerthetsklass tre samt beviljas permissioner på egen hand. Orsaken var den att han bland annat ville få mer tid tillsammans med sin hustru och deras barn.
Den 2 september 2023 blev Olsson villkorligt frigiven efter att ha avtjänat två tredjedelar av straffet.

## Privatliv
Våren 1999 träffade Olsson en kvinna som var löjtnant och reservofficer i marinen. Hon dömdes senare till ett års fängelse för brott mot vapenlagen och skyddande av brottsling, då hon i samband med polismorden i Malexander hämtade Olsson där han höll sig gömd och körde honom till Hamburg varifrån han flydde till Costa Rica. De gifte sig i häktet 20 juli 2000, och skildes 2004.
2013 gifte sig Olsson (då Byström) på Kumlaanstalten med en kvinna som han träffat i samband med ett socialt projekt.

## Kriminell översikt
Olssons kriminella bana kan beskrivas som följer:
- 1990 - Dömd till skyddstillsyn för: stöld, grov stöld, försök till grov stöld, förberedelse till grov stöld, tillgrepp av fortskaffningsmedel, försök till tillgrepp av fortskaffningsmedel, vårdslöshet i trafik, olovlig körning samt obehörigt avvikande från trafikolycksplatsen.[4]
- 1991 - Dömd till ett års fängelse för: snatteri, rån, tillgrepp av fortskaffningsmedel samt olovlig körning.[4]
- 1992 - Dömd till två år och fyra månaders fängelse för: stöld, försök till stöld, tillgrepp av fortskaffningsmedel, skadegörelse samt olovlig körning.[4]
- 1993 - Dömd till ett år och sex månaders fängelse för: olaga hot, stöld, tillgrepp av fortskaffningsmedel, skadegörelse, grov skadegörelse, urkundsförfalskning samt olovlig körning.[4]
- 1994 - Dömd till fyra månaders fängelse för tillgrepp av fortskaffningsmedel och olovlig körning.[4]
- 1995 - Dömd till sex års fängelse för: förberedelse till mord, stämpling till mord, tillgrepp av fortskaffningsmedel samt olaga vapeninnehav.[4]
- 2000 - Dömd till livstids fängelse för: mord, försök till mord samt grovt rån.[4]